# SimCity Societies: Destinations
SimCity Societies: Destinations — це доповнення до основної відеогри SimCity Societies, що була видана 23 червня 2008 року.

## Ігровий процес

Панорама міста-курорту в SimCity Societies: Destinations

### Особливості
Основний акцент в SimCity Societies: Destinations робиться на туризм, де розробниками були додані нові функції, такі як реклама міста, вибір певної «політики» для певного типу суспільства, яка за певну плату, що виражається в грошовому еквіваленті або у кількості якоїсь соціальної енергії, може вплинути на розвиток міста, його жителів і самих туристів. Також додані нові фільтри соціумів, які орієнтовані на певний вид туризму (сімейний відпочинок чи розваги в казино) і безліч різних типів туристів. Також у цьому доповненні з'явилися типи транспорту, орієнтованих на міжнародні та міжміські пасажирські перевезення (аеропорт, морський порт, автобусний вокзал), додані нові будівлі. Покращено генерацію карт.

### Туристи
У кожне місто будуть приїжджати різні туристи і оцінювати місто за різними аспектами:
- Мандрівники вихідного дня — приїжджають на короткий термін, шукають місця для розваг та відпочинку.
- Студенти — шукають веселі пригоди, ходять в ресторани і місця розваг.
- Діти — шукають місця, де можна просто весело провести час.
- Керівники — шукають собі найрозкішніші умови тимчасового проживання, відвідують найкращі ресторани і не відмовляють собі в дозвіллі та розвагах.
- Гурмани — шукають найкращі ресторани в місті, а також відвідують місця дозвілля.
- Професійні гравці — приїжджають в місто, щоб робити нові ставки. Вони насамперед цікавляться азартними іграми, а також відвідують місця дозвілля.
- Екскурсанти — вивчають місто, відвідують всі громадські місця. Вони також не проти повеселитися в розважальних центрах.
- Знесилені містяни — вирушають у відпустку, щоб відпочити. Відвідують місця для звичайного відпочинку.
- Пілігрими — приїжджають в місто, щоб відвідати місця поклоніння.
- Шукачі пригод — шукають місця екстремальних розваг. Полюбляють пригоди.
- Шанувальники — люди, які недавно стали шанувальниками під час візиту у ваше місто. Шукають нові місця поклоніння.

Кожні класи туристів по своєму можуть оцінити місто, наприклад якщо в місті дуже багато місць розваг, але фактично відсутні релігійні споруди, то відгуки у шукачів пригод будуть позитивними, а у пілігримів — негативні.
| Агрегатор    | Оцінка  |
| ------------ | ------- |
| GameRankings | 67,80 % |
| Metacritic   | 62 %    |

| Видання                    | Оцінка    |
| -------------------------- | --------- |
| 1Up.com                    | C+        |
| GameSpot                   | 7.0 of 10 |
| GameZone                   | 7.8 of 10 |
| IGN                        | 6.7 of 10 |
| PC Gamer (Велика Британія) | 54 %      |